# Robert Bru
Pour les articles homonymes, voir Bru.
Robert Bru, né le 30 janvier 1931 à Salles-d'Aude et mort le 9 mai 2020 à Béziers, est un entraîneur français de rugby à XV.

## Carrière
Après avoir pratiqué le rugby en scolaire et en universitaire, Robert Bru entraîne le Rugby club revélois.
En 1980, il est recruté par le nouveau président du Stade toulousain Jean Fabre. Il est l'entraîneur de l'équipe première de 1980 à 1983 aux côtés de Christian Gajan puis Pierre Villepreux. Il développe en parallèle le dépistage et la formation des jeunes au sein du club, en élaborant un centre de formation digne d'une grande équipe (ouvert en 1988). Très pédagogue, ses méthodes éducatives basées sur le rôle multifonctionel de chaque joueur pour rendre plus fluide la rotation du ballon sont par la suite développées par ses deux successeurs Pierre Villepreux et Jean-Claude Skrela. Il s'est inspiré des travaux du théoricien René Deleplace.
Il devient ensuite directeur technique du club de 1984 à 1989 puis rejoint le RC Narbonne de 1990 à 1992 avec lequel il remporte le Challenge Yves du Manoir. À l'orée des années 1990, il dirige également la section rugby en sport-études, au sein de l'université Paul-Sabatier de Toulouse.
Après son passage à Narbonne, il crée l'entente Fleury-Salles-Coursan dans son village natal.
Robert Bru décède de mort naturelle à son domicile le 9 mai 2020, à l'âge de 89 ans, un jour après l'ancien arbitre international de rugby à XV français Georges Domercq.

## Clubs

### Entraîneur
- Stade toulousain : 1980-1983
- RC Narbonne : 1990-1992

### Dirigeant
- 1984-1989 : Directeur technique du Stade toulousain
- 1989-1990 : Responsable du centre de formation du Stade toulousain